# Volva (slak)
Volva is een geslacht van weekdieren uit de klasse van de Gastropoda (slakken).

## Soorten
- Volva cumulata Iredale, 1931
- Volva habei Oyama, 1961
- Volva kilburni Cate, 1975
- Volva striata (Lamarck, 1810)
- Volva volva (Linnaeus, 1758)